# Campionato africano femminile di calcio 2012
Il campionato africano femminile di calcio 2012 è stata la decima edizione della massima competizione calcistica per nazionali femminili organizzata dalla Confédération Africaine de Football (CAF). Si è disputato tra il 28 ottobre e l'11 novembre 2012 in Guinea Equatoriale.
Il torneo è stato vinto per la seconda volta dalla Guinea Equatoriale, che in finale ha superato il Sudafrica per 4-0.

## Formato
Alla fase finale accedevano 8 squadre nazionali, delle quali la Guinea Equatoriale come ospite, mentre le altre 7 tramite le qualificazioni. La fase di qualificazione era organizzata su due fasi a eliminazione diretta: vi hanno preso parte 24 squadre e al turno finale le sette vincitrici si sono qualificate alla fase finale. Nella fase finale, invece, le otto squadre partecipanti erano suddivise in due gruppi da quattro, con partite di sola andata. Le prime due di ciascun raggruppamento si qualificavano per le semifinali, con le prime classificate a incontrare le seconde dell'altro gruppo.

## Qualificazioni
Alle qualificazioni hanno avuto accesso un totale di 24 squadre, che si sono affrontate in due turni. Nel turno preliminare le venti nazionali di fascia inferiore si sono scontrate in partite a eliminazione diretta; le dieci vincitrici si sono infine aggiunte alle altre quattro al primo turno per guadagnare i sette posti disponibili per la fase finale.

### Turno preliminare
L'andata è stata giocata tra il 13 e il 15 gennaio 2012, il ritorno tra il 27 e il 29 gennaio 2012.
| Squadra 1      | Totale          | Squadra 2    | Andata | Ritorno |
| -------------- | --------------- | ------------ | ------ | ------- |
| Egitto         | 4 - 6           | Etiopia      | 4 - 2  | 0 - 4   |
| Namibia        | 2 - 7           | Tanzania     | 0 - 2  | 2 - 5   |
| Costa d'Avorio | 10 - 1          | Guinea       | 5 - 0  | 5 - 1   |
| Kenya          | [ 3 ]           | Mozambico    | -      | -       |
| Zambia         | 9 - 4           | Malawi       | 7 - 0  | 2 - 4   |
| Marocco        | 2 - 2 (5-3 dtr) | Tunisia      | 2 - 0  | 0 - 2   |
| Senegal        | [ 3 ]           | Burundi      | -      | -       |
| Botswana       | 1 - 3           | Zimbabwe     | 0 - 1  | 1 - 2   |
| Uganda         | 1 - 5           | RD del Congo | 1 - 1  | 0 - 4   |
| Mali           | 0 - 8           | Ghana        | 0 - 3  | 0 - 5   |

### Primo turno
L'andata è stata giocata tra il 25 e il 27 maggio 2012, il ritorno tra il 15 e il 17 giugno 2012. La sfida tra RD del Congo e Guinea Equatoriale è stata annullata e le congolesi hanno ottenuto l'accesso alla fase finale, dopo che l'organizzazione della fase finale è stata assegnata alla Guinea Equatoriale, qualificatasi di diritto.
| Squadra 1      | Totale          | Squadra 2          | Andata | Ritorno |
| -------------- | --------------- | ------------------ | ------ | ------- |
| Etiopia        | 3 - 1           | Tanzania           | 2 - 1  | 1 - 0   |
| Costa d'Avorio | 12 - 0          | Mozambico          | 7 - 0  | 5 - 0   |
| Zambia         | 2 - 6           | Sudafrica          | 1 - 4  | 1 - 2   |
| Marocco        | 0 - 0 (4-5 dtr) | Senegal            | 0 - 0  | 0 - 0   |
| Zimbabwe       | 0 - 6           | Nigeria            | 0 – 2  | 0 – 4   |
| RD del Congo   | annullata       | Guinea Equatoriale | -      | -       |
| Ghana          | 2 - 2 (8-9 dtr) | Camerun            | 1 - 1  | 1 - 1   |

## Squadre partecipanti
| Pr. | Squadra            | Partecipante in quanto                                         | Ultima presenza |
| --- | ------------------ | -------------------------------------------------------------- | --------------- |
| 1   | Guinea Equatoriale | Rappresentativa della nazione organizzatrice della fase finale | 2010            |
| 2   | Camerun            | Vincitrice della fase di qualificazione                        | 2010            |
| 3   | Costa d'Avorio     | Vincitrice della fase di qualificazione                        | Esordiente      |
| 4   | Etiopia            | Vincitrice della fase di qualificazione                        | 2004            |
| 5   | Nigeria            | Vincitrice della fase di qualificazione                        | 2010            |
| 6   | RD del Congo       | Vincitrice della fase di qualificazione                        | 2006            |
| 7   | Senegal            | Vincitrice della fase di qualificazione                        | Esordiente      |
| 8   | Sudafrica          | Vincitrice della fase di qualificazione                        | 2010            |

## Stadi
Il campionato venne ospitato da due impianti in Guinea Equatoriale.
| Bata             | Bata Malabo Stadi ospitanti il campionato africano femminile di calcio 2012. | Malabo           |
| Stadio di Bata   | Bata Malabo Stadi ospitanti il campionato africano femminile di calcio 2012. | Stadio di Malabo |
| Capacità: 37 500 | Bata Malabo Stadi ospitanti il campionato africano femminile di calcio 2012. | Capacità: 15 250 |
|                  | Bata Malabo Stadi ospitanti il campionato africano femminile di calcio 2012. |                  |

## Fase finale

### Fase a gruppi

#### Gruppo A
| Pos. | Squadra            | Pt | G | V | N | P | GF | GS | DR  |
| ---- | ------------------ | -- | - | - | - | - | -- | -- | --- |
| 1.   | Guinea Equatoriale | 9  | 3 | 3 | 0 | 0 | 12 | 0  | +12 |
| 2.   | Sudafrica          | 6  | 3 | 2 | 0 | 1 | 5  | 2  | +3  |
| 3.   | RD del Congo       | 3  | 3 | 1 | 0 | 2 | 2  | 10 | -8  |
| 4.   | Senegal            | 0  | 3 | 0 | 0 | 3 | 0  | 7  | -7  |

| Arbitro: | Therese Sagno |

|             |           |  |
| Chinasa 33’ | Marcatori |  |

| Arbitro: | Amegee Aissatta |

|  |           |                 |
|  | Marcatori | 74’ (rig.) Nona |

| Arbitro: | Lidya Tafese |

|            |           |  |
| Mgcoyi 70’ | Marcatori |  |

| Arbitro: | Christine Ziga |

|                                                                |           |  |
| Añonma 25’, 66’, 73’ Mwalutshe 39’ (aut.) Chinasa 63’ Jade 86’ | Marcatori |  |

| Arbitro: | Grace Msiska |

|                                              |           |  |
| Jade 5’, 14’ Tiga 15’ Jumária 42’ Añonma 72’ | Marcatori |  |

| Arbitro: | Gladys Lingwe |

|                               |           |              |
| Smeda 3’ Mgcoyi 10’, 48’, 57’ | Marcatori | 88’ Tuzolana |

#### Gruppo B
| Pos. | Squadra        | Pt | G | V | N | P | GF | GS | DR |
| ---- | -------------- | -- | - | - | - | - | -- | -- | -- |
| 1.   | Nigeria        | 9  | 3 | 3 | 0 | 0 | 8  | 2  | +6 |
| 2.   | Camerun        | 4  | 3 | 1 | 1 | 1 | 5  | 3  | +2 |
| 3.   | Costa d'Avorio | 3  | 3 | 1 | 0 | 2 | 7  | 7  | 0  |
| 4.   | Etiopia        | 1  | 3 | 0 | 1 | 2 | 0  | 8  | -8 |

| Arbitro: | Gladys Lengwe |

|                            |           |                  |
| Ohadugha 45+1’ Nkwocha 89’ | Marcatori | 53’ (rig.) Manie |

| Arbitro: | Kankou Coulibaly |

|                                            |           |  |
| N'Rehy 1’, 9’, 68’ Gnago 51’ N'Guessan 53’ | Marcatori |  |

| Arbitro: | Neama Mohamed Rashad |

|                                     |           |          |
| Iven 11’, 25’ Onguéné 62’ Zouga 88’ | Marcatori | 18’ Nahi |

| Arbitro: | Maximina Bernardo |

|  |           |                                   |
|  | Marcatori | 26’ Sunday 64’ Mbachu 66’ Nkwocha |

| Arbitro: | Insaf El Harkaoui |

|                                  |           |            |
| Chukwudi 9’ Ngozi 39’ Mbachu 75’ | Marcatori | 82’ N'Rehy |

| Bata 4 novembre 2012, ore 17:30 UTC+1 | Camerun                | 0 – 0 referto | Etiopia | Stadio di Bata\| Arbitro: \| Aisha Nabikko Ssemambo \| |
| Arbitro:                              | Aisha Nabikko Ssemambo |               |         |                                                        |

### Fase a eliminazione diretta

#### Tabellone
|  | Semifinali | Semifinali         | Semifinali |           |                    | Finale             | Finale          | Finale          |  |
|  |            |                    |            |           |                    |                    |                 |                 |  |
|  | 1A         | Guinea Equatoriale | 2          |           |                    |                    |                 |                 |  |
|  | 1A         | Guinea Equatoriale | 2          |           |                    |                    |                 |                 |  |
|  | 2B         | Camerun            | 0          |           |                    |                    |                 |                 |  |
|  | 2B         | Camerun            | 0          |           | Guinea Equatoriale | Guinea Equatoriale | 4               |                 |  |
|  |            |                    |            |           | Guinea Equatoriale | Guinea Equatoriale | 4               |                 |  |
|  |            |                    | Sudafrica  | Sudafrica | 0                  |                    |                 |                 |  |
|  | 1B         | Nigeria            | Sudafrica  | Sudafrica | 0                  | 0                  |                 |                 |  |
|  | 1B         | Nigeria            |            |           |                    | 0                  |                 |                 |  |
|  | 2A         | Sudafrica          | 1          |           |                    | Finale 3º posto    | Finale 3º posto | Finale 3º posto |  |
|  | 2A         | Sudafrica          | 1          |           |                    |                    |                 |                 |  |
|  |            |                    |            |           |                    |                    |                 |                 |  |
|  |            |                    |            |           |                    | Camerun            | Camerun         | 1               |  |
|  |            |                    |            |           |                    | Camerun            | Camerun         | 1               |  |
|  |            |                    |            |           |                    | Nigeria            | Nigeria         | 0               |  |

#### Semifinali
| Malabo 7 novembre 2012, ore 14:30 UTC+1                 | Guinea Equatoriale | 2 – 0 referto | Camerun | Stadio di Malabo |
| \| \| \| \| \| Chinasa 7’ Añonma 40’ \| Marcatori \| \| |                    |               |         |                  |
|                                                         |                    |               |         |                  |
| Chinasa 7’ Añonma 40’                                   | Marcatori          |               |         |                  |

| Bata 7 novembre 2012, ore 17:30 UTC+1         | Nigeria   | 0 – 1 referto | Sudafrica | Stadio di Bata |
| \| \| \| \| \| \| Marcatori \| 23’ van Wyk \| |           |               |           |                |
|                                               |           |               |           |                |
|                                               | Marcatori | 23’ van Wyk   |           |                |

#### Finale terzo posto
| Malabo 11 novembre 2012, ore 14:30 UTC+1          | Camerun   | 1 – 0 referto | Nigeria | Stadio di Malabo |
| \| \| \| \| \| Enganamouit 31’ \| Marcatori \| \| |           |               |         |                  |
|                                                   |           |               |         |                  |
| Enganamouit 31’                                   | Marcatori |               |         |                  |

#### Finale
| Malabo 11 novembre 2012, ore 17:30 UTC+1                               | Guinea Equatoriale | 4 – 0 referto | Sudafrica | Stadio di Malabo |
| \| \| \| \| \| Chinasa 43’, 72’ Tiga 66’ Añonma 70’ \| Marcatori \| \| |                    |               |           |                  |
|                                                                        |                    |               |           |                  |
| Chinasa 43’, 72’ Tiga 66’ Añonma 70’                                   | Marcatori          |               |           |                  |

## Statistiche

### Classifica marcatrici
6 reti
- Genoveva Añonma

5 reti
- Gloria Chinasa

4 reti
- Ines Nrehy
- Andisiwe Mgcoyi

3 reti
- Jade Boho

2 reti
- Adrienne Iven
- Adriana Aparecida Costa
- Stella Mbachu
- Perpetua Nkwocha

1 rete
- Christine Manie (1 rig.)
- Gabrielle Onguéné
- Gaëlle Enganamouit
- Francine Zouga
- Jeanine Alexise Gnago
- Ange N'Guessan
- Josée Nahi
- Jumária Barbosa de Santana
- Ogonna Chukwudi
- Ngozi Ebere
- Martina Ohadugha
- Esther Sunday
- Lucie Mengi Nona (1 rig.)
- Jolie Tuzolana
- Leandra Smeda
- Janine van Wyk

autoreti
- Bwadi Mwalutshe (in favore della Guinea Equatoriale)